# Льодовикове озеро Міссула
46°56′20″ пн. ш. 114°08′37″ зх. д. / 46.93889° пн. ш. 114.14361° зх. д.

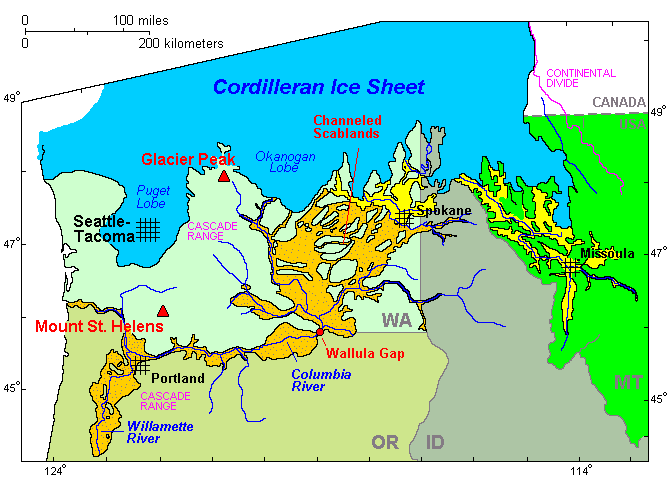
Кордильєрський льодовиковий щит
максимальне затоплення льодовиковим озером Міссула (на сході) і Льодовиковим озером Колумбія (на заході)
терен постраждалий від Міссульських і Колумбійських повеней

Льодовикове озеро Міссула — доісторичне прильодовикове озеро на території західної частини сучасного штату Монтана, США. Існувало періодично в кінці останнього льодовикового періоду, 13 - 11 кілороків до Р.Х.. Займало територію близько 7770 км²; об'єм становив близько 2100 км ³.
Національна природна пам’ятка «Льодовикове озеро Міссула» розташована приблизно за 110 км на північний захід від міста Міссула, штат Монтана, на північному кінці долини Камас-Прері, на схід від шосе 382 Монтани та ранчо Макфарлейн. 
У 1966 році терен було визнано Національною природною пам’яткою, оскільки він містить великі брижі (часто розмірами 7,6 — 15,2 м заввишки та 91 м завдовжки).
Дослідження ложа колишнього озера послужило сильним опорним елементом в підтримку теорії американського геолога Джона Гарлея Бретца про делювіальне походження місцевості, відомої як Ченнелд Скебленд. Утворення озера було пов'язано з просуванням язика Кордильєрського льодовика, що призвело до утворення природної льодовикової греблі на річці Кларк-Фок. Передбачувана висота греблі становила близько 610 м. Озеро затоплювало долину західного Монтано приблизно на 320 км на схід.

Періодичні прориви льодовикової греблі були причиною катастрофічних Міссульських повеней, які затоплювали східну частину сучасного штату Вашингтон і далі, вниз по каньйону річки Колумбія, близько 40 разів за 2000 років. Ці масштабні повені винесли в цілому близько 210 км³ лесу і осадового матеріалу з Ченнелд-Скебленду і транспортували його вниз за течією.

## Ресурси Інтернету
- USGS Site on Glacial Lake Missoula [Архівовано 30 травня 2009 у Wayback Machine.]
- US Park Service Site for Glacial Lake Missoula National Natural Landmark [Архівовано 22 жовтня 2011 у Wayback Machine.]
- PBS's NOVA (TV series): Mystery of the Megaflood [Архівовано 15 серпня 2012 у Wayback Machine.] for information on the Missoula Floods
- The Seattle Times' Pacific NW magazine [Архівовано 22 вересня 2011 у Wayback Machine.] - "Trailing an Apocalypse" - 30-Sep-2007
- The Ice Age Floods Institute [Архівовано 14 березня 2022 у Wayback Machine.]
- U of Montana publication, The Montanan, "Sedimental Journey: Following the Path of Glacial Lake Missoula's Flood Waters."
- Giant current ripples
- Missoula flood [Архівовано 12 червня 2012 у Wayback Machine.]